# Постоји само један човјек
Постоји само један човјек је друга сингл плоча српске фолк певачице Наде Топчагић, издата 1976. године за ПГП РТБ. На плочи се налази још једна песма. Овде почиње сарадња певачице са Предрагом Вуковићем Вукасом с којим ће сарађивати  у току целе своје каријере.

## Списак песама
| №  | Назив                     | Текст           | Музика                | Трајање |  |
| 1. | Постоји само један човјек | Славица Вуковић | Предраг Вуковић Вукас |         |  |
| 2. | Два златна прстена        | Предраг Вуковић | Предраг Вуковић       |         |  |